# Estación de Cèntric
La estación de Cèntric del metro de Barcelona es una estación de la línea 9 que está situada en el centro de la localidad de El Prat de Llobregat. Dispone de ascensores y escaleras mecánicas. En esta estación no solamente pararán trenes de la línea 9, también llegarán trenes de la línea 2 por el mismo túnel y que permitirán llegar al centro de Barcelona. La estación de la L9 se abrió al público el 12 de febrero de 2016, y la de la L2 todavía no tiene fecha prevista.
| << cabecera | < estación | línea                      | estación >      | cabecera >>           |
| ----------- | ---------- | -------------------------- | --------------- | --------------------- |
| Metro       |            |                            |                 |                       |
| Aeroport T1 | Parc Nou   | (20??)                     | El Prat Estació | Badalona Pompeu Fabra |
| Aeroport T1 | Parc Nou   | Zona Universitària Can Zam | El Prat Estació |                       |